# Paul Gredinger
Paul Gredinger (Coira, 27 de julio de 1927 – Thalwil, 6 de octubre de 2013) fue un arquitecto y publicista suizo. Gredinger fue uno de las grandes figuras de la historia de la publicidad alemana.

## Biografía
Trabajo entre 1953 y 1957 con Karlheinz Stockhausen y Herbert Eimert en la Studio for Electronic Music. También estuco cerca del movimiento cubista con sus pinturas.
A finales de los 50, se unió con los publicistas Karl Gerstner y Markus Kutter y se convirtieron en sus socios en 1962. A partir de entonces, la agencia se negoció como Gerstner, Gredinger, Kutter o GGK. Después de que Gerstner y Kutter se retiraran en 1975, Gredinger se hizo cargo de sus acciones y expandió la agencia a una red europea con hasta 20 sucursales. En las décadas de los 70 y 80, la compañía de Gredinger fue considerada como una primera dirección para los mejores profesionales creativos. El propio Gredinger fue el protagonista de una de las primeras campañas publicitarias en color :"Bebo Jägermeister porque...". por Jägermeister.
Gredinger apoyó a oros amigos en artistas como Dieter Roth, André Thomkins y Donald Judd. En 1990 vendió sus acciones a la compañía suiza Trimedia. Gredinger fue elegido miembro honoraria por Alemania de la Art Directors Club of New York en 1992.
Gredinger llegó a la ETH Zúrich en 1999 de la mano del entonces profesor invitado Valerio Olgiati como cliente ficticio, para quien Raphael Zuber diseñó uno de los edificios residenciales.

## Libros
- Heinz Wirz (ed.): 14 proyectos de estudiantes con Valerio Olgiati. 1998-2000. 1998-2000. Quart Verlag, Lucerna 2000, ISBN 3-907631-04-8. Diseño: Raphael Zuber